# Clethrogyna transcaspica
Clethrogyna transcaspica är en fjärilsart som beskrevs av Krulikovski 1906. Clethrogyna transcaspica ingår i släktet Clethrogyna och familjen tofsspinnare. Inga underarter finns listade i Catalogue of Life.